# Duché d'Anhalt-Köthen
1396-–1562
1603-–1847
Entités précédentes :
- Principauté d'Anhalt-Zerbst

Entités suivantes :
- Duché d'Anhalt

L'Anhalt-Köthen est un État du nord-est du Saint-Empire.

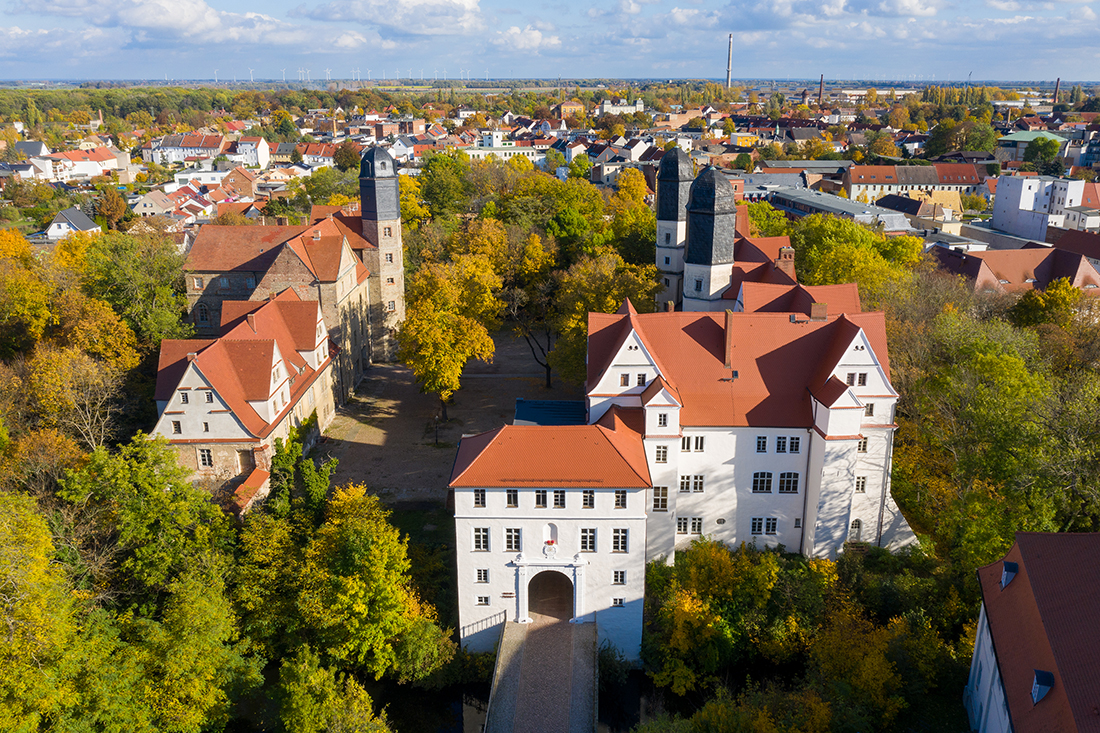
Le château de Köthen

Il est créé en 1396, lors de la division de la principauté d'Anhalt-Zerbst entre la principauté d'Anhalt-Dessau et la principauté d'Anhalt-Köthen. En 1562, la principauté d'Anhalt-Köthen revient à la principauté d'Anhalt-Zerbst.
En 1603, la principauté d'Anhalt-Köthen est recréé lors de la division de la principauté d'Anhalt-Zerbst. En 1774, la principauté d'Anhalt-Köthen-Pless en est détachée. La principauté devient un duché en 1806. Après l'extinction de la lignée, en 1847, le duc d'Anhalt-Dessau devient prince régnant.

## Liste des souverains d'Anhalt-Köthen

### Princes d'Anhalt-Köthen (1396-1562)
- 1396-1423 : Albert IV
- 1423-1436 : Valdemar V
- 1423-1473 : Adolphe Ier
- 1471-1508 : Valdemar VI
- 1473-1475 : Albert VI
- 1475-1500 : Philippe
- 1475-1508 : Magnus
- 1475-1508 : Adolphe II
- 1508-1562 : Wolfgang

### Princes d'Anhalt-Köthen (1603-1806)
- 1603-1650 : Louis
- 1650-1665 : Guillaume-Louis
  - 1650-1653 : Auguste d'Anhalt-Plötzkau (régent)
  - 1653-1659 : Lebrecht et Emmanuel d'Anhalt-Plötzkau (régents)
- 1665-1669 : Lebrecht, avec
- 1665-1670 : Emmanuel
- 1671-1704 : Emmanuel-Lebrecht
  - 1670-1690 : Anne Éléonore de Stolberg-Wernigerode (régente)
- 1704-1728 : Léopold
  - 1704-1715 : Gisèle Agnès de Rath
- 1728-1755 : Auguste Louis
- 1755-1789 : Charles-Georges-Lebrecht
- 1789-1806 : Auguste-Christian-Frédéric

### Ducs d'Anhalt-Köthen (1806-1847)
- 1806-1812 : Auguste-Christian-Frédéric
- 1812-1818 : Louis-Auguste
  - 1812-1817 : Léopold III d'Anhalt-Dessau (régent)
  - 1817-1818 : Léopold IV d'Anhalt-Dessau (régent)
- 1818-1830 : Frédéric-Ferdinand
- 1830-1847 : Henri